# Merrifield (Minnesota)
Merrifield ist eine Siedlung auf gemeindefreiem Gebiet im Crow Wing County im nördlichen Zentrum des US-amerikanischen Bundesstaates Minnesota. Zu statistischen Zwecken ist der Ort zu einem Census-designated place (CDP) zusammengefasst worden. Das U.S. Census Bureau hat bei der Volkszählung 2020 eine Einwohnerzahl von 140 ermittelt.

## Geografie
Merrifield liegt am Nordostufer des North Long Lake und rund 2 km westlich des oberen Mississippi. Der Ort liegt auf 46°27′54″ nördlicher Breite, 91°10′22″ westlicher Länge und erstreckt sich über 1,41 km². Der Ort liegt in der Lake Edward Township.
Benachbarte Orte von Merrifield sind Breezy Point (Minnesota) (16,3 km nördlich) und Brainerd (14,3 km südlich).
Die nächstgelegenen größeren Städte sind Minneapolis (214 km südsüdöstlich), Minnesotas Hauptstadt Saint Paul (228 km in der gleichen Richtung), Eau Claire in Wisconsin (357 km südöstlich), Duluth am Oberen See (192 km östlich) und Fargo in North Dakota (234 km westlich).
Die Grenze zu Kanada befindet sich 270 km nördlich.

## Verkehr
In Merrifield treffen mehrere County Roads und untergeordnete Landstraßen sowie unbefestigte Fahrwege zusammen.
Von Nordwesten nach Süden verläuft auf einer ehemaligen Eisenbahnstrecke der damaligen Burlington Northern Railroad der Paul Bunyan State Trail durch Merrifield, ein nach dem legendären Holzfäller Paul Bunyan benannter Rail Trail.
Mit dem Brainerd Lakes Regional Airport befindet sich 17,1 km südöstlich von Merrifield ein kleiner Regionalflughafen. Der nächste Großflughafen ist der 237 km südsüdöstlich gelegene Minneapolis-Saint Paul International Airport.

## Demografische Daten
Nach der Volkszählung im Jahr 2010 lebten in Merrifield 140 Menschen in 69 Haushalten. Die Bevölkerungsdichte betrug 99,3 Einwohner pro Quadratkilometer. In den 69 Haushalten lebten statistisch je 2,03 Personen.
Ethnisch betrachtet bestand die Bevölkerung mit drei Ausnahmen nur aus Weißen. Unabhängig von der ethnischen Zugehörigkeit waren 1,4 Prozent (zwei Personen) der Bevölkerung spanischer oder lateinamerikanischer Abstammung.
7,1 Prozent der Bevölkerung waren unter 18 Jahre alt, 65,0 Prozent waren zwischen 18 und 64 und 27,9 Prozent waren 65 Jahre oder älter. 49,3 Prozent der Bevölkerung war weiblich.
Das mittlere jährliche Einkommen eines Haushalts lag bei 45.156 USD. Das Pro-Kopf-Einkommen betrug 28.014 USD. Niemand lebte unterhalb der Armutsgrenze.